# Monica Sintra
Monica Sintra est une chanteuse portugaise, née le 10 juin 1978 à Lisbonne. De mars 2023 à janvier 2025, elle a fait partie du jury de l'émission télévisée de la RTP1 Estrelas ao Sábado (pt) (trois saisons).

## Discographie
- 1995 – Tu és o meu herói
- 1998 – Afinal havia outra
- 1999 – Na minha cama com ela
- 2001 – Cantar o amor
- 2002
  - Sempre tua
  - The Best of Mónica Sintra
- 2003 – O meu olhar
- 2004 – O Melhor de Mónica Sintra
- 2006 – À espera de ti
- 2008 – Acredita
- 2011 - Um Grande Amor (CD, DuplaM Produções/Distrirecords)
- 2013
  - 1.2.3 Dança Outra Vez (single)
  - Quando a noite cai (single)
  - Um Mundo Melhor (single, Vidisco (pt))
- 2015 - Não Voltes a Dizer (single, Vidisco)
- 2016 - Mais Mulher (single)
- 2018
  - É bom que me beijes (single)
  - 25 Anos de Amor (CD, Vidisco)
- 2019
  - A noite grita por mim (single)
  - Em Tudo Foste o Melhor (single)
  - Caviar (single)